# مايرون ألين
مايرون ألين (بالإنجليزية: Myron Allen)‏ هو لاعب كرة قاعدة أمريكي، ولد في 22 مارس 1854 في كينغستون في الولايات المتحدة، وتوفي بنفس المكان في 8 مارس 1924.

## وصلات خارجية
- مايرون ألين على موقعبيزبول رفرنس.كوم (الدوري الرئيسي) (الإنجليزية)
- مايرون ألين على موقعبيزبول رفرنس.كوم (الدوري الثانوي) (الإنجليزية)